# مطار كا ماو

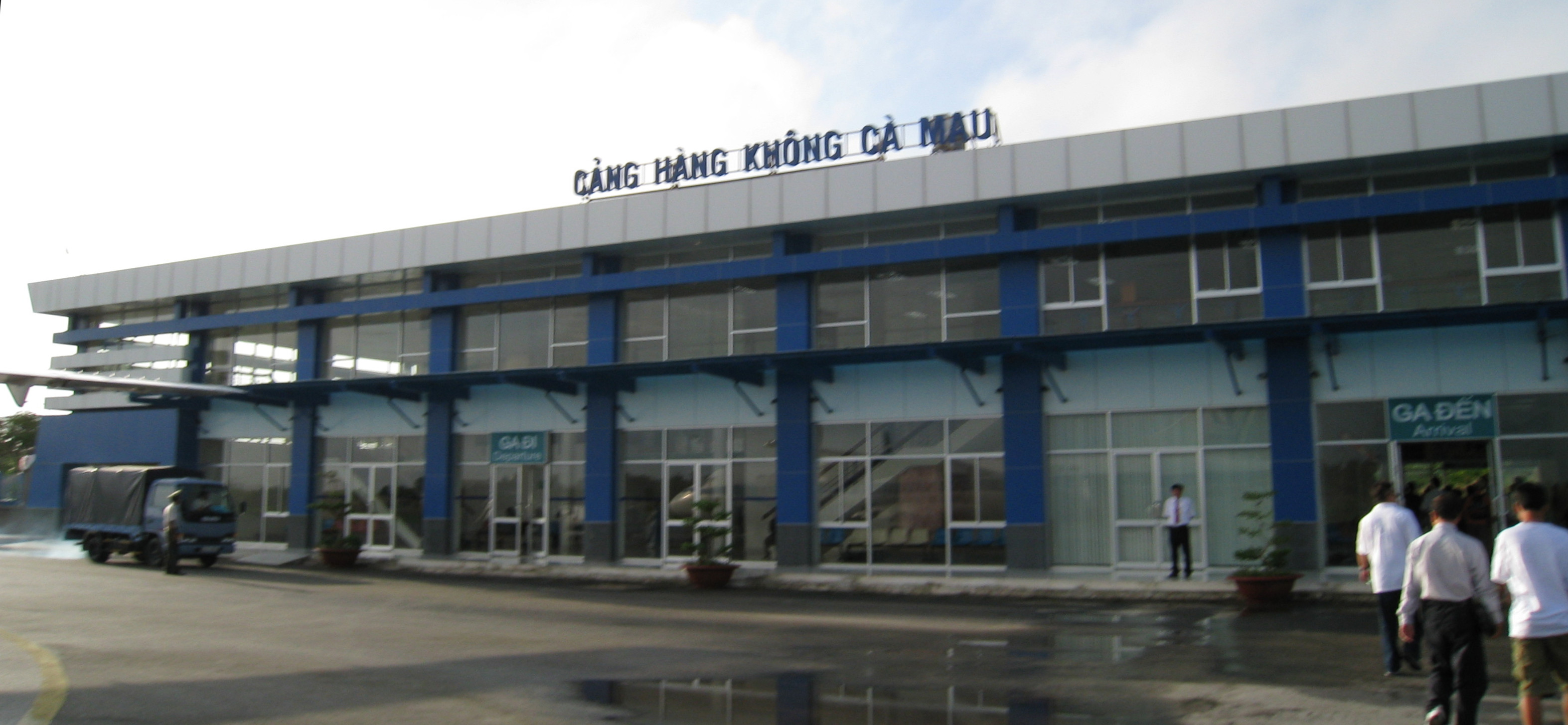
مطار كا ماو

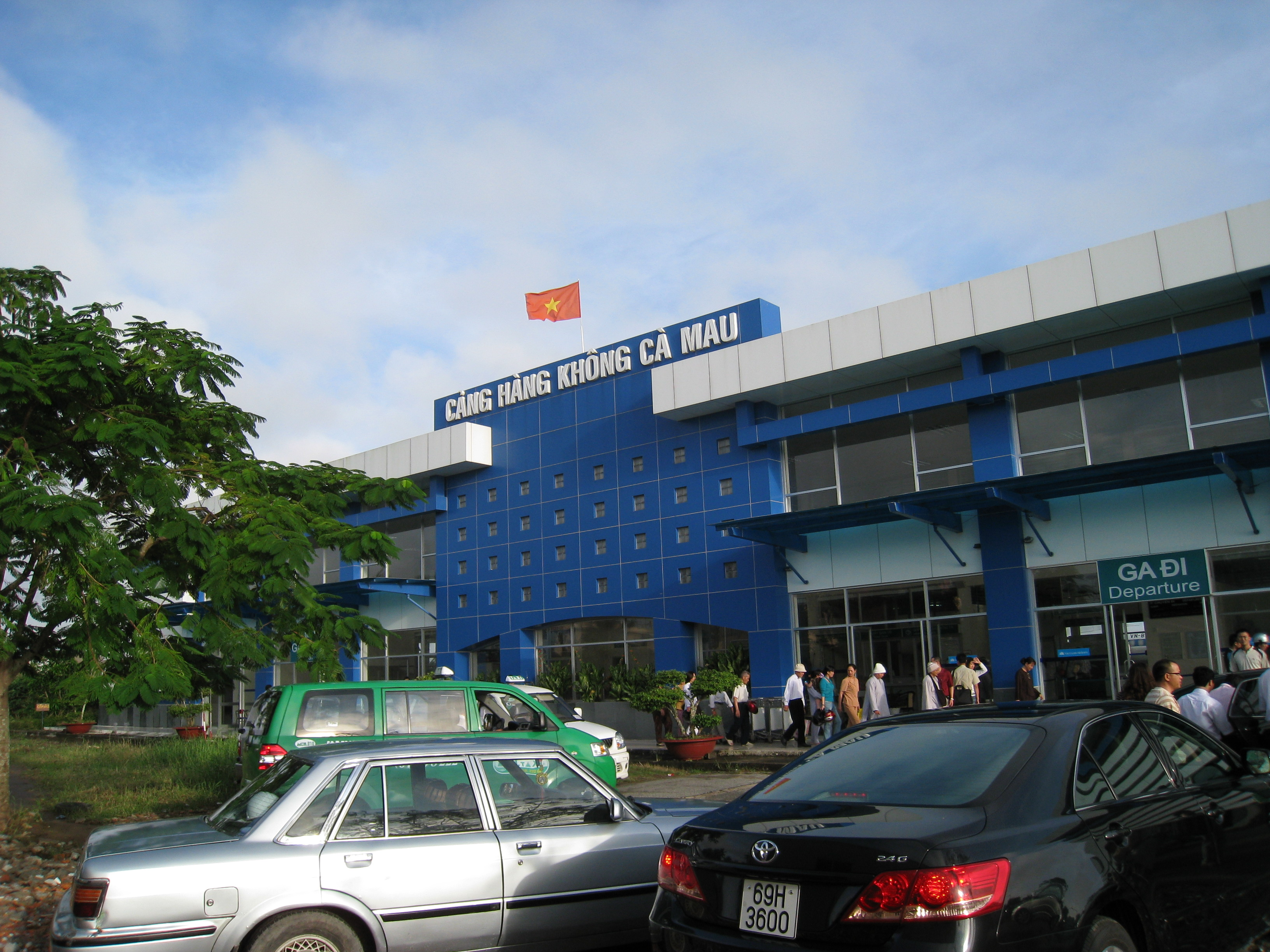
مطار كا ماو

مطار كا ماو (إياتا: CAH، إيكاو: VVCM)(بالفيتنامية: Sân bay Cà Mau)‏ هو مطار دولي في كا ماو في فيتنام. مجهز بمدرج طوله (1500 مترا) من الأسفلت. يبعد المطار 2 كم من وسط المدينة. بناه الفرنسيون في 1930 لاستخدامات عسكرية أثناء الحرب الفيتنامية، ثم تحول إلى قاعدة جوية أمريكية محققا رحلتين يوميا إلى مدينة هو تشي منه.

## شركات الطيران والوجهات
| شركـات طيـران            | الوجهات                  |
| ------------------------ | ------------------------ |
| بامبو إيرويز             | مطار نوي باي الدولي      |
| الخطوط الجوية الفيتنامية | مطار تان سون نهات الدولي |